# Pedro Luís Collaço
Pedro Luís Collaço (Tubarão, 3 de abril de 1852 – , ) foi um político brasileiro.
Filho de Luís Martins Collaço e de Maria Teixeira Nunes. Casou com Antônia Cândida Teixeira Nunes.
Foi coronel comandante da Guarda Nacional, o posto máximo da força paramilitar criada pelo Ministério da Justiça do Brasil em 1831, a fim de manter a integridade do território nacional, servindo como força auxiliar do exército.
Foi deputado à Assembleia Legislativa de Santa Catarina na 1ª legislatura (1894 — 1895).